# 商伝
商 伝（しょう でん、1945年11月 - 2017年12月26日）は、中華人民共和国の歴史学者。専攻は明史。

## 略歴
1945年11月、河北省清苑県に生まれた。父は明・清史の専家の商鴻逵。
1968年北京師範学院分院を卒業。1981年に中国社会科学院大学院の歴史学部を卒業して、謝国楨に師事。
2010年、中国中央テレビのレクチャー番組「百家講壇」で『永楽大帝』・『明太祖朱元璋』などの講師を務めた。同年、中国明史学会会長に就任。

## 著書
- (中国語) 朱元璋伝. 北京市: 作家出版社. (2019). ISBN 9787521204407
- (中国語) 明成祖朱棣. 北京市: 北京出版社. (2019). ISBN 9787200147162
- (中国語) 明代文化史. 安徽省合肥市: 安徽文芸出版社. (2019). ISBN 9787539662121
- (中国語) 明朝文化概論. 江蘇省南京市: 南京出版社. (2016). ISBN 9787553311661
- (中国語) 走進晩明. 上海市: 商務印書館. (2014). ISBN 9787100105927